# 세기
세기(世紀, 영어: century)는 서력기원에서 100년 단위로 연도를 끊은 것을 말한다. 1세기는 1년부터 100년까지를, 2세기는 101년부터 200년까지를 뜻한다. 기원전 1세기는 기원전 100년부터 기원전 1년까지를 말한다.
따라서 올해 2025년은 21세기에 속한다. 21세기는 2001년부터 2100년까지이다. 윤년은 21세기에 총 2004년부터 2096년까지 24개가 있으며(2004년, 2008년, 2012년, 2016년, 2020년, 2024년, 2028년, 2032년, 2036년, 2040년, 2044년, 2048년, 2052년, 2056년, 2060년, 2064년, 2068년, 2072년, 2076년, 2080년, 2084년, 2088년, 2092년, 2096년이 있다. 2100년은 21세기에 속하나, 윤년은 아니다.) 2101년부터 2200년까지는 22세기, 2201년부터 2300년까지는 23세기, 2301년부터 2400년까지는 24세기에 속한다.

## 같이 보기
- 대항해시대
- 고대사
- 연대 (연도)
- 연대 목록
- 중세
- 밀레니엄
- 근대사
- 년